# Tanda (muzyka)
Tanda – sekwencja trzech lub czterech tang granych na milondze, podczas której para tańczy ze sobą nieprzerwanie. W tandzie partnerzy tworzą chwilową relację, mogąc doświadczyć emocjonalnej bliskości, która przypomina skondensowaną historię miłosną. To doświadczenie, określane przez pisarkę Kapkę Kassabovą w jej książce Dwanaście minut miłości. Opowieść o tangu mianem „tangazmu” (tangowy orgazm), daje poczucie jedności z drugim człowiekiem i z muzyką, ale bywa złudne – intensywność tego przeżycia niekoniecznie przekłada się na relację poza parkietem.